# Gare de Saga
La gare de Saga (佐賀駅, Saga-eki) est une gare ferroviaire de la ville de Saga, dans la préfecture du même nom au Japon. Elle est exploitée par la compagnie JR Kyushu.

## Situation ferroviaire
La gare de Saga est située au point kilométrique (PK) 25,0 de la ligne principale Nagasaki.

## Histoire
La gare a été inaugurée le 20 août 1891.

## Service des voyageurs

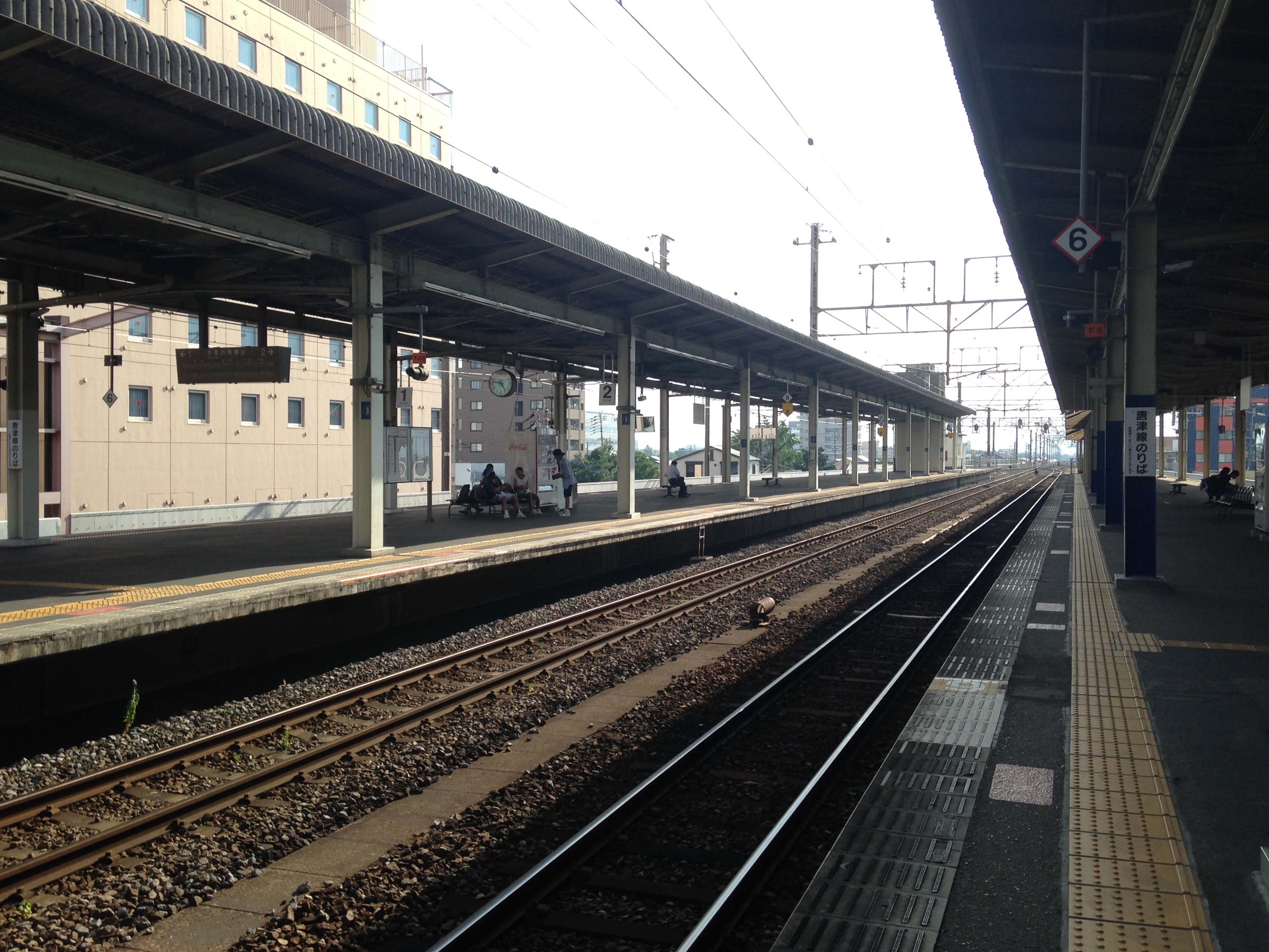
Vue des quais.

### Accueil
La gare dispose d'un bâtiment voyageurs ouvert tous les jours, avec des guichets et des automates pour l'achat de titres de transport.

### Desserte
- Ligne principale Nagasaki :
  - voies 1 et 2 : direction Nagasaki, Sasebo et Huis Ten Bosch
  - voies 3 et 4 : direction Tosu et Hakata
- Ligne Karatsu :
  - voies 1 et 3 : direction Taku et Karatsu